# Liste der Monuments historiques in L’Haÿ-les-Roses
Die Liste der Monuments historiques in L’Haÿ-les-Roses führt die Monuments historiques in der französischen Stadt L’Haÿ-les-Roses auf.

## Liste der Bauwerke
| Bezeichnung                    | Beschreibung | Standort                          | Kennzeichnung | Schutzstatus | Datum | Bild           |
| ------------------------------ | ------------ | --------------------------------- | ------------- | ------------ | ----- | -------------- |
| Aquädukt Médicis: regard Nr. 6 |              | 22, bis rue Thuret (Lage)         | PA00079879    | Inscrit      | 1988  |                |
| Aquädukt Médicis: regard Nr. 7 |              | Rue de Chalais (Lage)             | PA00079879    | Inscrit      | 1988  | weitere Bilder |
| Aquädukt Médicis: regard Nr. 8 |              | 2, avenue Larroumès (Lage)        | PA00079879    | Inscrit      | 1988  | weitere Bilder |
| Aquädukt Médicis: regard Nr. 9 |              | 25, avenue Aristide-Briand (Lage) | PA00079879    | Inscrit      | 1988  | weitere Bilder |
| Roseraie du Val-de-Marne       |              | 1, rue Jean-Jaurès (Lage)         | PA94000020    | Inscrit      | 2005  | weitere Bilder |

## Liste der Objekte

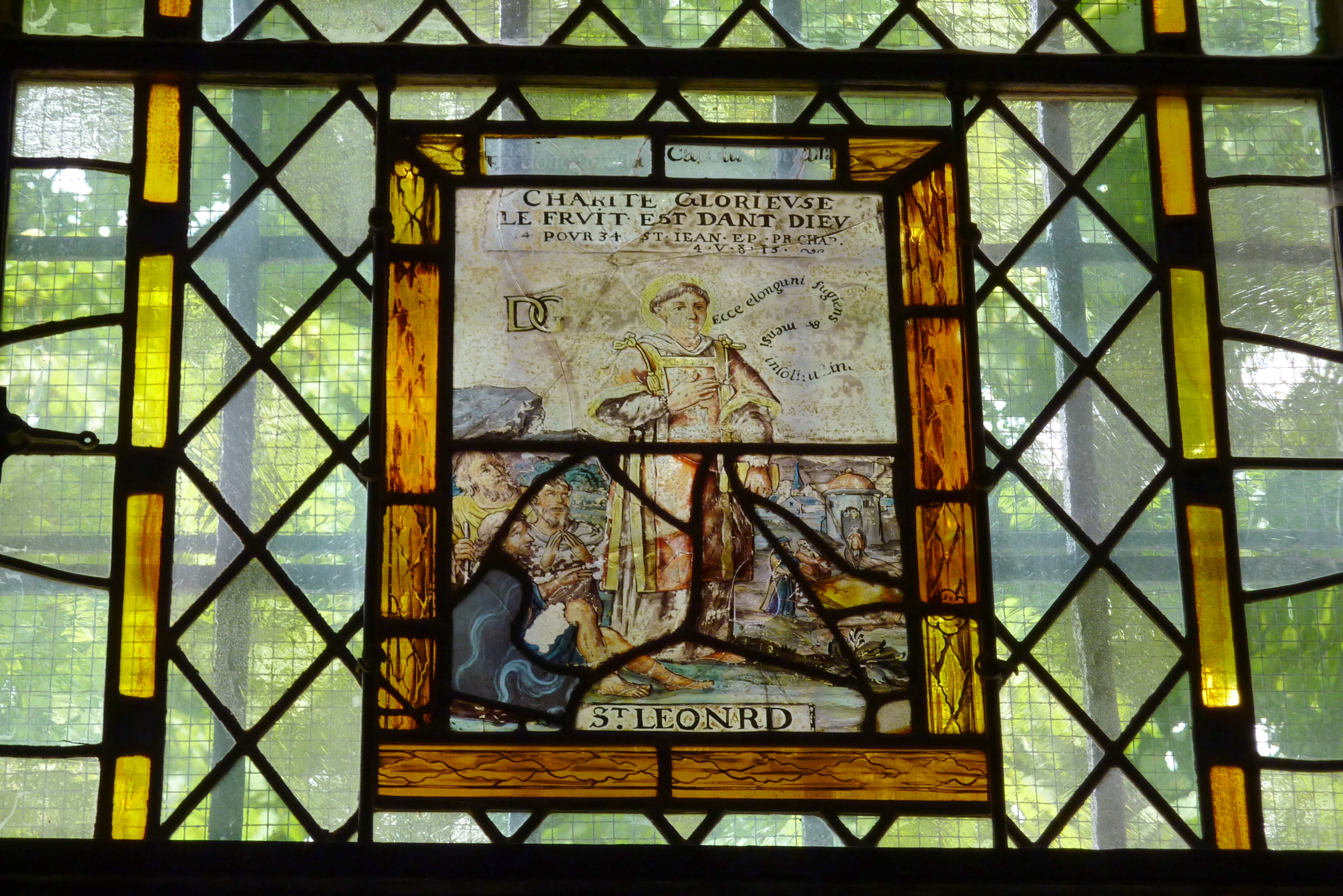
Bleiglasfenster aus dem Jahr 1674 in der Kirche St-Léonard mit der Darstellung des heiligen Leonhard

- Monuments historiques (Objekte) in L’Haÿ-les-Roses in der Base Palissy des französischen Kultusministeriums